# Manga (piłkarz)
Manga, właśc. Aílton Corrêa de Arruda (ur. 26 kwietnia 1937 w Recife, zm. 8 kwietnia 2025 w Rio de Janeiro) – piłkarz brazylijski grający na pozycji bramkarza.

## Kariera klubowa
Manga karierę piłkarską rozpoczął w 1955 roku w klubie Sport Recife. Z klubem z Recife trzykrotnie zdobył mistrzostwo Stanu Pernambuco – Campeonato Pernambucano w: 1955, 1956, 1958. W 1959 przeszedł do Botafogo FR, w którym grał do 1968 roku. Z Botafogo czterokrotnie zdobył mistrzostwo Stanu Rio de Janeiro – Campeonato Carioca w: 1961, 1962, 1967, 1968 oraz wygrał trzykrotnie Turniej Rio-São Paulo w 1962, 1964, 1966.
W 1969 przeszedł do urugwajskiego Club Nacional de Football, w którym grał do 1974. Z klubem z Montevideo czterokrotnie zdobył mistrzostwo Urugwaju w 1969, 1970, 1971, 1972 oraz Copa Libertadores 1971 i Puchar interkontynentalny 1971. W 1974 Manga wrócił do Brazylii i grał przez 2 lata w SC Internacional. Z Internacionalem dwukrotnie zdobył mistrzostwo Brazylii w 1975 i 1976 oraz trzykrotnie zdobył mistrzostwo Stanu Rio Grande do Sul – Campeonato Gaúcho w 1974, 1975, 1976 roku.
Po odejściu z Internacionalu grał w Operário Campo Grande. Z Operario zdobył mistrzostwo Stanu Mato Grosso – Campeonato Matogrossense w 1977 roku. Z Operario przeszedł do Coritiba w 1978. Z klubem z Kurytyby zdobył mistrzostwo Stanu Parana – Campeonato Paranaense w 1978 roku. W 1979 powrócił do Porto Alegre i przez 2 lata grał w Grêmio, z którym zdobył mistrzostwo Stanu Rio Grande do Sul – Campeonato Gaúcho w 1979 roku. Ostatnie dwa lata grał w ekwadorskiej Barcelonie, z którą zdobył mistrzostwo Ekwadoru w 1981. Karierę zakończył w 1982 roku w wieku 45 lat.

## Kariera reprezentacyjna
6 czerwca 1965 w Rio de Janeiro Manga zadebiutował w reprezentacji Brazylii, w meczu przeciwko reprezentacji RFN. W 1966 Manga pojechał z reprezentacją Brazylii do Anglii na Mistrzostwa Świata i zagrał w meczu grupowym przeciwko Portugalii. Ostatni raz w reprezentacji Manga zagrał w 19 września 1967 w meczu przeciwko reprezentacji Chile w Santiago. Łącznie w latach 1965–1967 rozegrał w barwach canarinhos 12 spotkań.

## Śmierć
Zmarł 8 kwietnia 2025 w szpitalu Rio de Janeiro, z powodu raka prostaty.